# Blocul administrativ al fabricii „Pavel Tkacenko” (Tiraspol)
Blocul administrativ al fabricii „Pavel Tkacenko” este o clădire amplasată pe str. 25 Octombrie, 5 în Tiraspol, Republica Moldova. Este un monument arhitectural de importanță națională inclus în Registrul monumentelor Republicii Moldova ocrotite de stat cu nr. 3 (municipiul Tiraspol). Datează din anii 1930.